# 마돈나의 수잔을 찾아서
《마돈나의 수잔을 찾아서》(영어: Desperately Seeking Susan)는 미국에서 제작된 수전 사이덜먼 감독의 1985년 코미디 드라마 영화이다. 로재나 아켓, 에이든 퀸, 마돈나 등이 출연하였고, 세라 필즈버리 등이 제작에 참여하였다.
이 영화는 마돈나가 영화에서 맡은 최초의 주요 배역이다. 뉴욕 타임스는 이 영화를 1985년 최고의 영화 10편 가운데 하나로 지목하였다. 1986년 제43회 골든 글로브상에서 로재나 아켓이 뮤지컬·코미디 영화 부문 여우 주연상 후보에 올랐다.
2007년 이 영화에 바탕한 동명 뮤지컬이 초연되었다.
2023년 미국 의회도서관에 의해 문화적으로, 역사적으로, 미적으로 중요함을 인정받아 미국 국립영화등기부에 선정, 보존되었다.

## 줄거리
뉴저지주 포트리 주부 로버타는 뉴욕 신문 개인광고란에서 연인 수전과 짐이 주고받는 개인 메시지에 매료되어 있다. 짐이 수전에게 배터리 파크에서 만날 것을 제안하는 개인 광고가 “Desperately Seeking Susan→수전을 애타게 찾습니다”란 제목 하에 실리자 로버타는 이 둘의 만남을 몰래 지켜보기 위해 그 자리에 나간다. 이후 수전을 뒤쫓아간 로버타는 수전이 빈티지 가게에 턱시도 재킷을 파는 걸 보고 그 재킷을 산 뒤 머리를 부딪히면서 기억 상실이 된다. 수전처럼 금발이며 수전의 재킷까지 걸친 로버타는 수전으로 오해를 받고, 수전이 훔친 네페르티티의 이집트 귀걸이를 원하는 자들에게 노려진다.

## 출연진
- 로재나 아켓 - 로버타 글래스 역
- 에이든 퀸 - 데즈 역
- 로버트 조이 - 짐 댄디 역
- 마크 블럼 - 게리 글래스 역
- 로리 멧캐프 - 레슬리 글래스 역
- 윌 패튼 - 웨인 놀런 역
- 마돈나 - 수전 토머스 역
- 피터 멀로니 - 이언 역
- 스티븐 라이트 - 래리 스틸먼 역
- 존 터투로 - 레이 역
- 리처드 포트노 - 파티 손님 역
- 잔카를로 에스포시토 - 길거리 행상 역
- 리처드 헬 - 브루스 미커 역
- 셜리 스톨러
- 리처드 에드슨
- 빅터 아고
- 킴 챈
- 마이클 배덜루코

## 기타 제작진
- 배역: 리사 브라몽 가르시아, 빌리 홉킨스
- 미술·의상: 산토 로콰스토

## 사운드트랙
Desperately Seeking Susan
전체 작곡: 토머스 뉴먼
| #   | 제목                             | 재생 시간 |
| --- | -------------------------------- | --------- |
| 1.  | 〈Leave Atlantic City!〉         | 2:33      |
| 2.  | 〈Port Authority by Night〉      | 1:14      |
| 3.  | 〈New York City by Day〉         | 1:06      |
| 4.  | 〈Through the Viewscope〉        | 0:40      |
| 5.  | 〈St. Mark's Place〉             | 1:30      |
| 6.  | 〈A Key and a Picture Of〉       | 1:22      |
| 7.  | 〈Battery Park / Amnesia〉       | 1:06      |
| 8.  | 〈Jail / Port Authority by Day〉 | 2:22      |
| 9.  | 〈Rain〉                         | 0:51      |
| 10. | 〈Running With Birds in Cages〉  | 1:11      |
| 11. | 〈Trouble Almost〉               | 0:43      |